# نشان ابن‌سینا
نشان ابن سینا (انگلیسی: Order of Avicenna) یکی از نشان‌های افتخار در ایران است.
نشان و مدال ابن سینا همانند نشان رازی، ویژه کادر پزشکی و علمی سازمان‌های بهداری ارتش شاهنشاهی بود و طبق آیین‌نامه با احراز شرایطی خاص که مورد تأیید شورای عالی بهداری ارتش شاهنشاهی واقع می‌گردید، به کسانی اعطاء می‌شد که لااقل دارای دیپلم دکترا در یکی از رشته‌های پزشکی، دندان‌پزشکی، داروسازی، دامپزشکی یا علوم وابسته به پزشکی بودند.

## نشان و طراحی
این نشان دارای یک نوع و سه درجه می‌باشد:

### درجه یک
این نشان به کسانی اعطاء می‌گردید که خدمات برجسته ای به پیشرفت فنّ پزشکی ارتشی یا خاموش کردن اپیدمی‌های شدید از خود نشان داده و در فن خود، ابراز لیاقت کامل می‌نمودند یا در سوانح جنگی، اقدامات مجدّانه در مورد نجات بیماران نموده یا لااقل پنج سال سمت رئیس بخش یا رئیس بهداری یگان مستقلی را عهده‌دار بوده و ده سال نیز سابقه خدمت در ارتش را داشتند.
روی این نشان ستاره ای شکل مطلای از جنس نقره: دایره وسط: «ابوعلی سینا» با حروف نقره ای بر روی زمینه ای مینادار و ارغوانی رنگ؛ دور دایره وسط: دو شاخ برگ هلالی شکل زیتون با میناکاری سبزرنگ که قسمت بالای آن باز و در پایین به یکدیگر متصل شده‌اند؛ اطراف: پنج پرّه (مثلثی شکل) میناکاری شده ارغوانی رنگ؛ فضای بین پره‌ها: پنج نیلوفر آبی هخامنشی مطلا، آمده‌است.
روبان ابریشمی نشان از نواری با نه خط عمودی مساوی به رنگ‌های ارغوانی و زرد تشکل شده و روی روبان، علامت پزشکی (مار و جام) طلایی رنگ نصب شده‌است.

### درجه دو
این نشان به کسانی اعطاء می‌گردید که در عملیات رزمی داخلی یا جنگ‌های خارجی، خدمات برجسته فنی و بهداشتی انجام داده یا فعالیت‌های علمی آنان در بالابردن سطح بهداشت افراد ارتش شاهنشاهی، مفید بود.
روی این نشان ستاره ای شکل از جنس نقره: دایره وسط: «ابوعلی سینا» با حروف نقره ای بر روی زمینه ای مینادار و ارغوانی رنگ؛ دور دایره وسط: دو شاخ برگ هلالی شکل زیتون با میناکاری سبزرنگ که قسمت بالای آن باز و در پایین به یکدیگر متصل شده‌اند؛ اطراف: پنج پرّه (مثلثی شکل) میناکاری شده ارغوانی رنگ؛ فضای بین پره‌ها: پنج نیلوفر آبی هخامنشی نقره ای رنگ، آمده‌است.
روبان ابریشمی نشان از نواری با نه خط عمودی مساوی به رنگ‌های ارغوانی و زرد تشکل شده و روی روبان، علامت پزشکی (مار و جام) نقره ای رنگ نصب شده‌است.

### درجه سه
این نشان به کسانی اعطاء می‌گردید که خدماتشان مورد رضایت کامل فرماندهان (رؤسا) بود یا اقدام به ترجمه کتب و مقالات پزشکی نموده بودند؛ همچنین به پرستارانی که دارای دیپلم عالی پرستاری بوده و لااقل سابقه پنج سال خدمت پرستاری در بیمارستان‌ها و یگان‌های ارتش شاهنشاهی داشتند.
روی این نشان ستاره ای شکل از جنس فولاد: دایره وسط: «ابوعلی سینا» با حروف نقره ای بر روی زمینه ای مینادار و ارغوانی رنگ؛ دور دایره وسط: دو شاخ برگ هلالی شکل زیتون با میناکاری سبزرنگ که قسمت بالای آن باز و در پایین به یکدیگر متصل شده‌اند؛ اطراف: پنج پرّه (مثلثی شکل) میناکاری شده ارغوانی رنگ؛ فضای بین پره‌ها: پنج نیلوفر آبی هخامنشی فولادی رنگ، آمده‌است.
روبان ابریشمی نشان از نواری با نه خط عمودی مساوی به رنگ‌های ارغوانی و زرد تشکل شده و روی روبان، علامت پزشکی (مار و جام) فولادی رنگ نصب شده‌است.

## مدال ابن سینا
مدال ابن سینا (انگلیسی: Medal of Avicenna) به شاگرد اول‌های آموزشگاه پرستاری ارتش؛ به درجه دارانی که خدمات قابل توجه یا تألیفات و ترجمه بهداشتی مفیدی که در حدود برنامه‌های دوره پرستاری اداره بهداری ارتش باشد، نموده بودند و حداقل سابقه پنج سال خدمت در مراکز بهداشتی ارتش شاهنشاهی را داشتند.
روی این مدال دایره ای شکل، وسط: «ابوعلی سینا»؛ اطراف: دو شاخه برگ هلالی شکل برگ زیتون که در پایین به یکدیگر متصل شده‌اند، آمده‌است.
روبان این مدال از نواری با خط‌های ارغوانی رنگ و سبز تیره تشکیل شده‌است.